# Phoebe Tonkin
Phoebe Jane Elizabeth Tonkin (Sydney, 12 luglio 1989) è un'attrice australiana.
È nota per aver interpretato i personaggi di: Cleo Sertori in H2O; Faye Chamberlain in The Secret Circle; Hayley Marshall in The Originals e The Vampire Diaries.

## Biografia
Figlia di un afroaustraliano e di un'australiana, all'età di quattro anni frequenta diversi corsi di danza classica, hip hop, danza contemporanea e tip tap. Inizia la sua esperienza recitativa all'età di 12 anni, dopo aver terminato i corsi all'Australian Theatre for Young People (ATYP) e al Warf Theatre. Ha lavorato come modella presso una rivista giovanile e, successivamente, per Girlfriend, Teen Vogue, Elle Australia, Miss Vogue Australia, Dolly e Free People.
Dopo aver frequentato la Queenwood School di Baltimora, nel 2006 viene scelta per recitare nel suo primo ruolo di rilievo, interpretando il personaggio di Cleo Sertori nella serie H2O, per la quale, nel 2008 viene candidata agli AFI Award come miglior attrice protagonista in una serie televisiva, parte che ricopre fino al 2010. Per prepararsi al ruolo, ha dichiarato di aver dovuto prendere lezioni di nuoto.
Nel 2010 debutta al cinema prendendo parte al film diretto da Stuart Beattie, Il domani che verrà - The Tomorrow Series. Dal 2011 al 2012 interpreta il personaggio di Faye Chamberlain nella serie televisiva The Secret Circle, ispirata alla serie di libri di L.J. Smith, la serie viene cancellata dopo una sola stagione nel 2012. Quello stesso anno recita nel film Shark 3D.. Appare inoltre nel video Don't Let Go di Miles Fisher Dal 2012 al 2013 l'attrice entra a far parte del cast della quarta stagione di The Vampire Diaries, interpretando per 8 episodi il personaggio ricorrente del licantropo Hayley Marshall, ruolo che riprende dal 2013 al 2018 in 86 episodi dello spin-off The Originals. In seguito è testimonial dei gioielli Jan Logan Jewellery. Nel 2018 prende parte all'episodio della quarta stagione della serie The Affair - Una relazione pericolosa, Una donna dal passato. L'anno successivo è in 6 episodi della serie Bloom, dove interpreta la versione giovane della protagonista Gwen Reed (Jacki Weaver).
Nel 2020 è nella terza stagione della serie di fantascienza ispirata al film cult scritto e diretto da Michael Crichton Il mondo dei robot del 1973, Westworld - Dove tutto è concesso, dove interpreta il personaggio di Penny negli episodi Parce Domine e La madre degli esuli.

## Vita privata
L'attrice è stata sentimentalmente legata dal novembre 2013 al marzo 2017 all'attore Paul Wesley, conosciuto sul set di The Vampire Diaries.
Il 28 ottobre 2024 Tonkin ha rivelato di essere ufficialmente fidanzata con Bernard Lagrange, un mercante d'arte e assistente presso la casa d'aste Sotheby's. La coppia si sposa il 10 maggio 2025. Claire Holt e Shelley Hennig sono state le damigelle d'onore.

## Filmografia

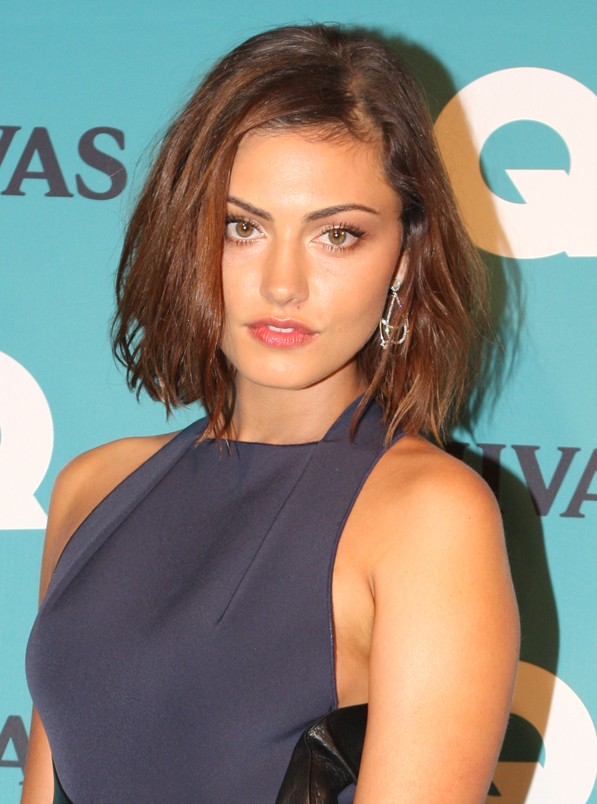
Phoebe Tonkin nel 2012

### Attrice

#### Cinema
- Il domani che verrà - The Tomorrow Series (Tomorrow, When the War Began), regia di Stuart Beattie (2010)
- Shark 3D (Bait), regia di Kimble Rendall (2012)
- The Ever After, regia di Mark Webber (attore) (2015)
- Take Down, regia di Jim Gillespie (2016)
- Cul-de-Sac, regia di Damon Russell - cortometraggio (2016)
- Final Stop, regia di Roxanne Benjamin - cortometraggio (2018)
- The Place of No Words, regia di Mark Webber (2019)
- We Are Gathered Here Today, regia di Paul Boyd (2022)
- Babylon, regia di Damien Chazelle (2022)
- Transfusion, regia di Matt Nable (2023)
- Night Shift, regia di Benjamin China e Paul China (2023)
- Kid Snow, regia di Paul Goodman (2024)

#### Televisione
- H2O (H2O: Just Add Water) – serie TV, 78 episodi (2006-2010)
- Packed to the Rafters – serie TV, episodi 2x13-2x14-3x10 (2009-2010)
- Home and Away – serie TV, 7 episodi (2010)
- The Secret Circle – serie TV, 22 episodi (2011-2012)
- The Vampire Diaries – serie TV, 8 episodi (2012-2013)
- The Originals – serie TV, 86 episodi (2013-2018)
- Stalker – serie TV, episodio 1x14 (2015)
- Pillow Talk – serie TV, episodio 2x05 (2017)
- Safe Harbor, regia di Glendyn Ivin – miniserie TV (2018)
- The Affair - Una relazione pericolosa (The Affair) – serie TV, episodio 4x5 (2018)
- Bloom – serie TV, 12 episodi (2019-2020)
- Westworld - Dove tutto è concesso (Westworld) – serie TV, episodi 3x01-3x04 (2020)
- Ragazzo divora universo (Boy Swallows Universe), regia di Jocelyn Moorhouse, Kim Mordaunt e Bharat Nalluri - miniserie TV (2024)

#### Videoclip
- Miles Fisher Don't Let Go (2012)

### Regista
- Furlough - cortometraggio (2020)

### Sceneggiatrice
- Furlough, regia di Phoebe Tonkin - cortometraggio (2020)

## Radio
- The Foxes of Hydesville - podcast, 9 episodi (2023)

## Riconoscimenti
- AFI Award
  - 2008 - Candidatura alla miglior attrice protagonista in una serie televisiva per H2O[3]
- Hang Onto Your Shorts Film Festival
  - 2017 - Candidatura alla miglior attrice in un cortometraggio per Cul-de-Sac
- Northeast Film Festival
  - 2017 - Candidatura alla miglior attrice in un cortometraggio per Cul-de-Sac
- The Equity Ensemble Awards
  - 2019 - Miglior interpretazione di un cast in una miniserie televisiva o film per la televisione per Safe Harbour (condiviso con altri)

## Doppiatrici italiane
Nelle versioni in italiano delle opere in cui ha recitato, Phoebe Tonkin è stata doppiata da:
- Myriam Catania in The Vampire Diaries, The Originals, Stalker, Babylon
- Domitilla D'Amico in H2O, The Secret Circle[12]
- Valentina Mari ne Il domani che verrà - The Tomorrow Series
- Chiara Gioncardi in Shark 3D
- Erica Necci in The Affair - Una relazione pericolosa
- Sophia De Pietro in Westworld - Dove tutto è concesso
- Giada Venturini in Ragazzo divora universo